# Кубок России по современному пятиборью среди женщин 2015
Кубок России по современному пятиборью среди женщин 2015 года проходил в Москве с 20 по 23 января. Медали разыгрывались в личном и командном первенстве.
На старт вышли 43 спортсменки, которые представляли 9 регионов и городов России. В командных соревнованиях участвовало 4 команды (по 3 спортсмена). Впервые были проведены полуфинальные соревнования. По результатам двух полуфиналов в основной финал вышли 36 спортсменок.

## Фехтование. Плавание. Верховая езда.
Соревнования по фехтованию и плаванию традиционно проходили на спортивной базе "Северный". Конкур был проведён на КСБ ЦСКА (ул. Дыбенко).
После трех видов программы на Кубке России среди женщин лидерство захватила Алисэ Фахрутдинова. Однако ближайшая соперница Светлана Лебедева проигрывает ей перед комбайном всего лишь две секунды.
- Фехтование.

Лучшей шпажисткой турнира оказалась Лебедева, выигравшая 28 встреч из 34-х и набравшая 274 балла. Фахрутдинова уступила ей 12 очков, Екатерина Хураськина – 18, Анна Савченко и Доната Римшайте – по 24.
- Плавание.

В плавании из лидеров лучший результат показали Лебедева (2.13,41) и Фахрутдинова (2.13,64), дружно набравшие по 300 очков, благодаря чему они еще более упрочили своё турнирное положение.
Лучший результат показала Габайдулина Гульназ (Московская область-Ямал) - 2.07,04, вторая была Карманчикова Ольга (РОстовская область) - 2.09,45 и третьей финишировала Алена Шорникова (Москва) 2.09,58.
- Конкур.

Если бы Лебедева и Фахрутдинова без ошибок выступили в конкуре, то, возможно, что соперницам пришлось бы бороться только за «бронзу». Светлана и Алисэ и в верховой езде выступили неплохо, но все же не были безупречны. Фахрутдинова набрала 290 очков, Лебедева – 276. Это позволило Донате Римшайте и Анне Буряк несколько сократить отставание от дуэта лидеров.
Следует отметить выступление молодой 18-летней пятиборки Ксении Митрофановой (Москва, СШОР "Северный" отделение Планерная), которая заняла третье место в конкуре и установила личный рекорд в плавании (2.21,97). Перед комбайном она занимает 14 место. Митрофанова тренируется под руководством известного тренера Посудникова Владимира Александровича, который является так же личным тренером лидера соревнований Фахрутдиновой Алисэ.
Конкур. Технические результаты.
1. Тихонова Анастасия (Московская область) - 300 очков.
2. Римшайте Доната (Москва)                - 300
3. Митрофонова Ксения (Москва)             - 300
ТЕХНИЧЕСКИЕ РЕЗУЛЬТАТЫ. Кубок России среди женщин. Москва.
Финал. Первый день (после трех видов программы).
1. Алисэ Фахрутдинова – 852.
2. Светлана Лебедева – 850.
3. Доната Римшайте – 836.
4. Анна Буряк (все – Москва) – 821.
5. Ульяна Баташова (Башкортостан) – 818.
6. Анастасия Петрова (Санкт-Петербург) – 810.
14. Митрофанова Ксения (Москва)  - 789.
- Комбайн.

Легкоатлетический манеж ЦСКА им. Владимира Куца.
В комбайне первыми стартовали Фахрутдинова и, через две секунды, Светлана Лебедева. Но было ясно, что в их борьбу обязательно вмешается отстававшая от лидера на 16 секунд Доната Римшайте, а, возможно, и Анна Буряк, уступавшая Фахрутдиновой 31 секунду. А вот Савченко и Хураськина после неудачного выступления в конкуре шансы на призовые места утратили. Сейчас Савченко занимает только 12-е место, проигрывая лидеру 71 секунду, а Хураськина идет 16-й, уступая Фахрутдиновой более полутора минут.
Так и случилось. Вскоре после первой стрельбы Римшайте вышла на первое место. Правда, Фахрутдиновой за счет меньшего времени, проведенного на втором огневом рубеже, удалось на короткое время снова возглавить гонку за Кубком. Но Римшайте бежала быстрее своей соперницы и вскоре опять вышла в лидеры, на этот раз окончательно. Фахрутдинова финишировала второй, а Буряк, сумевшая обойти Лебедеву, стала третьей. Отметим, впрочем, что еще за несколько дней до старта у Лебедевой была высокая температура, поэтому четвертое место, занятое спортсменкой, следует признать очень хорошим результатом. Из-за болезни не в лучшей форме подошла к турниру и Екатерина Хураськина, финишировавшая на 15-м месте. Впрочем, в командном первенстве Хураськина вместе с Анной Савченко и Алисэ Фахрутдиновой все же выиграли золотые медали.

## Технические результаты.
Кубок России среди женщины. Москва.
- Личное первенство.

1. Доната Римшайте – 1424. 2. Алисэ Фахрутдинова – 1400. 3. Анна Буряк – 1369. 4. Светлана Лебедева (все – Москва) – 1351. 5. Гульназ Губайдуллина (Московская область / ЯНАО) – 1350. 6. Анастасия Петрова (Санкт-Петербург) – 1342.
- Командное первенство

1. Москва (Фахрутдинова, Анна Савченко, Екатерина Хураськина) – 4007. 2. Московская область (Гульназ Губайдуллина, Надежда Попова, Зарина Насырова) – 3828. 3. Самарская область (Екатерина Вдовенко, Екатерина Макарова, Александра Сергеева) – 3659. 4. Санкт-Петербург – 3503.

## Личное первенство. Итоговые результаты
- Личное первенство. Победитель и призеры.

| Дисциплина        | Золото                           | Серебро                            | Бронза                     |
| Личное первенство | Донайте Римшайте · Москва · 1424 | Алисэ Фахрутдинова · Москва · 1400 | Анна Буряк · Москва · 1369 |

- Итоговая таблица. Личное первенство.

| Место | Спортсмен            | Город                                                | Фехтование | Плавание Результат/очки | Конкур | +Комбайн Результат/очки | Сумма очков |
| ----- | -------------------- | ---------------------------------------------------- | ---------- | ----------------------- | ------ | ----------------------- | ----------- |
| 1.    | Доната Римшайте      | Москва                                               | 250        | 2.18,32/286             | 300    | 11.52,0/588             | 1424        |
| 2.    | Алисэ Фахрутдинова   | Москва                                               | 262        | 2:13,64/300             | 290    | 12.32,0/548             | 1400        |
| 3.    | Анна Буряк           | Москва                                               | 226        | 2:12,93/302             | 293    | 12.32,0/548             | 1369        |
| 4.    | Лебедева Светлана    | Москва                                               | 274        | 2.13,41/300             | 276    | 13.19,0/501             | 1351        |
| 5.    | Гульназ Губайдуллина | Московская область - Ямало-Ненецкий автономный округ | 190        | 2.07,04/319             | 272    | 12.11,0/569             | 1350        |
| 6.    | Петрова Анастасия    | Санкт-Петербург                                      | 220        | 2.12,15/304             | 286    | 12.48,0/532             | 1342        |
| 7.    | Баташова Ульяна      | Башкортостан                                         | 220        | 2.14,27/298             | 300    | 13.11,0/509             | 1327        |
| 8.    | Вдовенко Екатерина   | Самарская область                                    | 196        | 2:18,63/285             | 300    | 12.40,0/540             | 1321        |
| 9.    | Карманчикова Ольга   | Ростовская область                                   | 208        | 2.09,45/312             | 286    | 13.06,0/514             | 1320        |
| 10.   | Савченко Анна        | Москва                                               | 250        | 2.18,53/285             | 246    | 12.43,0/537             | 1318        |
| 11.   | Серкина София        | Москва                                               | 190        | 2.15,425/294            | 293    | 12.41,0/539             | 1316        |
| 14.   | Пучкова Елизавета    | Калининградская область                              | 232        | 2.26,77/260             | 300    | 13.17,0/503             | 1295        |
| 15.   | Хураськина Екатерина | Москва                                               | 256        | 2.24,24/268             | 237    | 12.52,0/528             | 1289        |
| 19.   | Митрофанова Ксения   | Москва                                               | 214        | 2.21,97/275             | 300    | 13.52,0/468             | 1257        |
| 35.   | Чистякова Анастасия  | Москва                                               | 172        | 2.28,43/255             | --     | --                      | 427         |

## Командное первенство.
| Дисциплина           | Золото                                                                    | Серебро                                                                             | Бронза                                                                                   |
| Командное первенство | Москва · Алисэ Фахрутдинова · Савченко Анна · Хураськина Екатерина · 4007 | Московская область · Гульназ Губайдуллина · Зарина Насырова · Надежда Попова · 3828 | Самарская область · Екатерина Макарова · Александра Сергеева · Екатерина Вдовенко · 3659 |

- Командное первенство. Итоговые результаты.

| Место | Город              | Спортсмен                                                 | Сумма очков |
| ----- | ------------------ | --------------------------------------------------------- | ----------- |
| 1.    | Москва             | Хураськина Екатерина Савченко Анна Алисэ Фахрутдинова     | 4007        |
| 2.    | Московская область | Гульназ Губайдуллина Зарина Насырова Надежда Попова       | 3828        |
| 3.    | Самарская область  | Екатерина Макарова Александра Сергеева Екатерина Вдовенко | 3659        |
| 4.    | Санкт-Петербург    | Волегова Мария Ангелина Марочкина Анастасия Петрова       | 3503        |